# Подзаґайник
Подзаґайник (пол. Podzagajnik) — село в Польщі, у гміні Зволень Зволенського повіту Мазовецького воєводства.
Населення — 338 осіб (2011).
У 1975-1998 роках село належало до Радомського воєводства.

## Демографія
Демографічна структура станом на 31 березня 2011 року:
|          | Загалом | Допрацездатний вік | Працездатний вік | Постпрацездатний вік |
| -------- | ------- | ------------------ | ---------------- | -------------------- |
| Чоловіки | 171     | 36                 | 122              | 13                   |
| Жінки    | 167     | 32                 | 105              | 30                   |
| Разом    | 338     | 68                 | 227              | 43                   |